# Ryan Roth
Pour les articles homonymes, voir Roth.
Ryan Roth, né le 10 janvier 1983 à Kitchener, est un coureur cycliste canadien.

## Biographie
En avril 2012, Roth s'adjuge le Tro Bro Leon, s'imposant devant son compagnon d'échappée Benoît Jarrier après que ces derniers aient rejoint et lâché l'échappé solitaire Éric Berthou avec 5 kilomètres à parcourir. Les coureurs n'ayant pas d'oreillettes, Roth fut informé qu'il était le meneur par un motard à quelques hectomètres de l'arrivée. Ce fut la première victoire de la saison pour son équipe SpiderTech-C10.

## Palmarès sur route

### Par années
- 2001
  - 2e du championnat du Canada du contre-la-montre juniors
- 2004
  - Classic Chlorophylle
  - Multi Laser GP
- 2005
  -  Champion du Canada sur route espoirs
  - 2e du championnat du Canada du contre-la-montre espoirs
  - 2e du Circuit des Trois Provinces
- 2006
  - Classique Montréal-Québec Louis Garneau
- 2007
  - 2e de l'Univest Grand Prix
  - 2e du Tour de Leelanau
- 2008
  - 11e étape de l'International Cycling Classic
  - 1re étape du Rochester Omnium
  - 2e du championnat du Canada du contre-la-montre
  - 3e du Rochester Omnium
- 2009
  - Steve Bauer Classic
  - 3e du championnat du Canada sur route
- 2010
  - 7ea étape du Tour de Cuba (contre-la-montre)
  - Steve Bauer Classic
  - 2e du Chrono Gatineau
  - 3e du championnat du Canada du contre-la-montre
- 2011
  - Univest Grand Prix
- 2012
  -  Champion du Canada sur route
  - Tro Bro Leon
- 2013
  - Grand Prix Springbank
- 2014
  - Tour de New Braunfels
  - 1re étape de la Valley of the Sun Stage Race (contre-la-montre)
  - Steve Bauer Classic
  - 1re étape du Tour de Delta
  - Le Tour de Terra Cotta
  - 2e de la Joe Martin Stage Race
  - 2e du championnat du Canada sur route
  - 3e du championnat du Canada du contre-la-montre
- 2015
  - Steve Bauer Classic
  - 1re étape du Tour de Delta
  - Gastown Grand Prix
  - 2e du championnat du Canada du contre-la-montre
  - 2e du Grand Prix cycliste de Saguenay
  - 3e du championnat du Canada sur route
- 2016
  -  Champion du Canada du contre-la-montre
  - Valley of the Sun Stage Race :
    - Classement général
    - 1re étape (contre-la-montre)

  - Winston-Salem Cycling Classic
  - Classement général du Grand Prix cycliste de Saguenay
  - Tour de Delta
- 2017
  - 1re étape de la Tucson Bicycle Classic
  - KW Classic
  - 2e de la Winston-Salem Cycling Classic
- 2018
  - 1re étape du Tour de White Rock
  - Tour de Via Italia
  - 2e du championnat du Canada du critérium
- 2019
  - 1re étape du Tour de Iskandar Johor
  - Tour de Via Italia
  - 10e étape du Tour du lac Poyang (contre-la-montre)

### Classements mondiaux
| Année            | 2006 | 2007  | 2008 | 2009 | 2010 | 2011 | 2012 | 2013 | 2014 | 2015 | 2016 | 2017 | 2018 |
| ---------------- | ---- | ----- | ---- | ---- | ---- | ---- | ---- | ---- | ---- | ---- | ---- | ---- | ---- |
| UCI America Tour | 266e | 41e   | 67e  | 112e | 34e  | 55e  | 49e  |      | 31e  | 23e  | 14e  | 31e  | 144e |
| UCI Europe Tour  |      | 1351e |      |      |      |      | 185e |      |      |      |      |      |      |
| UCI Asia Tour    |      |       |      |      |      |      |      |      |      |      | 187e |      |      |

## Palmarès sur piste

### Championnats nationaux
- 2015
  -  Champion du Canada de poursuite par équipes (avec Ed Veal, Sean Mackinnon et Aidan Caves)
- 2016
  -  Champion du Canada de poursuite

## Palmarès en cyclo-cross
- 2000-2001
  -  Champion du Canada de cyclo-cross juniors